# Kakaduacris minuta
Kakaduacris minuta är en insektsart som beskrevs av Kenneth Hedley Lewis Key 1992. Kakaduacris minuta ingår i släktet Kakaduacris och familjen gräshoppor. Inga underarter finns listade i Catalogue of Life.